# Gennaro Ruotolo
Gennaro Ruotolo, född 20 mars 1967 i Santa Maria a Vico, är en italiensk fotbollstränare och före detta fotbollsspelare. Han är för närvarande huvudtränare för Treviso.

## Karriär

### Spelarkarriär
Gennaro Ruotolo spelade större delen av sin karriär i Genoa där han med sina 444 matcher är den som spelat flest a-lagsmatcher för klubben.

### Tränarkarriär
I juli 2008 återvände Ruotolo till Livorno, denna gång som assisterande tränare till Leonardo Acori. I slutet av samma säsong, 23 maj 2009, sparkades Acori och Ruotolo fick uppdraget att leda laget i det stundande slutspelet. Livorno vann slutspelet och kvalificerade sig därmed för Serie A.
Ruotolo utsågs efter uppflyttningen till Serie A till huvudtränare för Livorno, men eftersom han saknade UEFA Pro Licence installerades Vittorio Russo som huvudtränare. Duon sparkades 20 oktober 2009 efter att laget inte lyckats vinna någon match. Ruotolo fick istället ansvaret som tränare för Livorno primaveralag. 5 april fick Ruotolo återigen ansvar för klubbens a-lag, denna gång utan Russo. Ruotolo kunde dock inte hindra Livorno från att sluta sist i Serie A och därmed flyttas ned.
20 juni utsågs Ruotolo till tränare för Savona i Lega Pro Seconda Divisione, men 2 november sparkades han från posten.
14 december 2011 återvände Ruotolo till Sorrento i Lega Pro Prima Divisione för att efterträda sparkade Maurizio Sarri som tränare. Ruotolo lyckades vända lagets dåliga trend och ledde dem till en fjärde plats i serien och därmed kval till Serie B för andra året i rad. Trots de goda resultaten fick Ruotolo inte förtroendet att leda laget säsongen 2012/2013.
21 oktober tog han istället över som huvudtränare för Treviso.

## Meriter
- Mästare i Saudi Professional League: 1

2003-2003 med Al-Ittihad
- Mästare i Serie B: 1

1988-1989 med Genoa
- Mästare i Serie C1: 1

2001-2002 med Livorno
- Mästare i Serie C2: 1

2006-2007 med Sorrento
- Mästare i Anglo-italienska cupen: 1

1995-1996 med Genoa